# Плесковцы
Плесковцы (укр. Плесківці) — село в Тернопольской городской общине Тернопольского района Тернопольской области Украины.
До 2020 года входило в Зборовский район.
Код КОАТУУ — 6122689503. Население по переписи 2001 года составляло 185 человек.

## Географическое положение
Село Плесковцы находится на правом берегу реки Серет,
ниже по течению примыкает село Чернихов,
на противоположном берегу — село Иванковцы.

## История
- 1583 год — первое упоминание о селе.
- В 2006 году село восстановлено.

## Объекты социальной сферы
- Дом культуры.